# Râul Vedea (sit SCI)
Râul Vedea  este o arie protejată (arie specială de conservare — SAC, sit de importanță comunitară — SCI) din România, desemnată în scopul protejării biodiversității și menținerii într-o stare de conservare favorabilă a florei spontane și faunei sălbatice, precum și a habitatelor naturale de interes comunitar aflate în arealul zonei de protecție. Aceasta se întinde pe o suprafață de 9.157,6 ha, integral pe uscat.

## Localizare
Centrul sitului Râul Vedea este situat la coordonatele 44°02′06″N 25°09′15″E / 44.034989°N 25.154278°E. Situl se întinde pe teritoriul administrativ al comunei Bârla din județul Argeș; pe cele ale comunelor Corbu, Crâmpoia, Șerbănești, Ghimpețeni, Icoana, Movileni, Nicolae Titulescu, Tufeni și Văleni din județul Olt și pe cele ale comunelor Balaci, Buzescu, Călinești, Didești, Dobrotești, Drăcșenei, Drăgănești de Vede, Mavrodin, Măldăeni, Nanov, Nenciulești, Peretu, Plosca, Rădoiești, Săceni, Scrioaștea, Sfințești, Stejaru și Vedea; și pe cele ale municipiilor Alexandria și Roșiorii de Vede din județul Teleorman.

## Înființare
Situl Râul Vedea a fost declarat sit de importanță comunitară (ROSCI0386) în septembrie 2011 pentru a proteja 13 specii de animale. Situl a fost protejat și ca arie specială de conservare (ROSAC0386) în mai 2022.

## Biodiversitate
Situată în ecoregiunea continentală, aria protejată conservă cinci habitate naturale: Comunități de lizieră cu ierburi înalte higrofile de la nivelul câmpiilor, până la cel montan și alpin, Păduri ripariene mixte cu Quercus robur, Ulmus laevis, Fraxinus excelsior sau Fraxinus angustifolia, din lungul marilor râuri (Ulmenion minoris), Păduri balcano-panonice de cer și gorun, Păduri dacice de stejar și carpen și Zăvoaie de Salix alba și Populus alba.
La baza desemnării sitului se află mai multe specii protejate:
- mamifere (2): vidră de râu (Lutra lutra), popândău european (Spermophilus citellus)
- pești (5): mreană balcanică (Barbus balcanicus), zvârlugă (Cobitis taenia Complex), țipar (Misgurnus fossilis), boarță (Rhodeus amarus), câră (Sabanejewia balcanica)
- amfibieni (2): buhai de baltă cu burtă roșie (Bombina bombina), triton cu creastă (Triturus cristatus)
- reptile (1): broasca-țestoasă europeană de baltă (Emys orbicularis)
- insecte (3): croitorul mare al stejarului (Cerambyx cerdo), rădașcă (Lucanus cervus), croitor cenușiu (Morimus asper funereus)